# Depastrum cyathiforme
Depastrum cyathiforme is een neteldier uit de klasse Staurozoa. 
Het dier komt uit het geslacht Depastrum en behoort tot de familie Depastridae. Depastrum cyathiforme werd in 1846 voor het eerst wetenschappelijk beschreven door M. Sars.